# Gerrit Nijk
Gerrit Nijk (Steggerda, 27 november 1903 – Oudeschoot, 14 oktober 1987) was een Nederlands notaris en tijdens de Tweede Wereldoorlog namens de NSB waarnemend burgemeester van Hengelo.
Tot Nijk werd aangesteld als waarnemend burgemeester werkte hij als notaris te Olst. Nadat hij in 1941 lid was geworden van de NSB verving hij per 1 december 1942 Mello Sichterman, die naast zijn burgemeesterschap in Almelo waarnam in Hengelo. Nijk werd op 22 juni 1943 opgevolgd door Johannes Best, waarna hij terugging naar Olst. In september 1946 werd G. Nijk op grond van het Zuiveringsbesluit ontslagen uit zijn ambt van notaris.